# جايدن دانييلز
جايدن دانييلز (مواليد 18 ديسمبر 2000) هو لاعب كرة قدم أمريكية محترف يشغل مركز قائد الهجوم (كوارترباك) في صفوف واشنطن كوماندرز ضمن الدوري الوطني لكرة القدم الأمريكية. يُعد من أصحاب القدرات المزدوجة، إذ يتميز بمهاراته في التمرير والجري معًا. لعب ثلاث سنوات من كرة القدم الجامعية مع فريق أريزونا ستيت صن ديفلز بين عامي 2019 و2021، قبل أن ينتقل إلى إل إس يو تايغرز في الفترة من 2022 إلى 2023، حيث تُوّج بجائزة هايزمان لعام 2023، إلى جانب عدد من الجوائز الفردية، بعد تسجيله 50 تاتشداون وتحقيقه ما يقارب 5000 ياردة إجمالية.
اختاره فريق كوماندرز كثاني اختيار في درافت 2024، وقد عُدّ موسمه الأول أحد أبرز المواسم في تاريخ الدوري، بعدما نال جائزة أفضل لاعب هجومي مبتدئ، إثر تحطيمه الرقم القياسي لعدد ياردات الجري التي يحققها لاعب مبتدئ في مركز قائد الهجوم. كما قاد الفريق إلى تحقيق أكبر عدد من الانتصارات في موسم واحد، إلى جانب بلوغ نهائي بطولة NFC للمرة الأولى منذ عام 1991. وشهد الموسم ذاته فوزه في مباراة شهيرة عُرفت بتمريرة "هيل ماريلاند".

## النشأة المبكرة

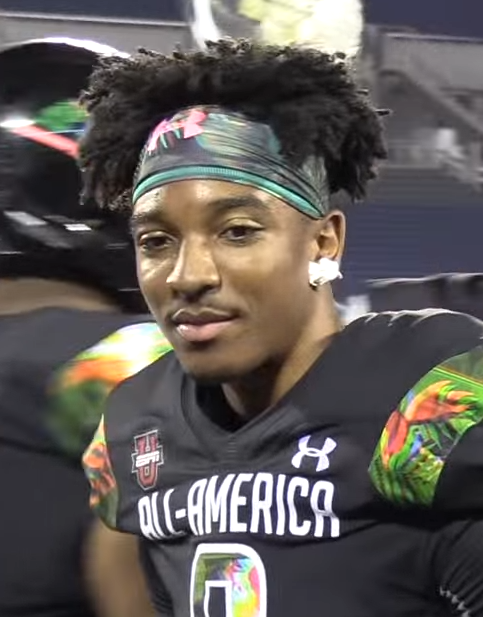
دانيلز خلال مباراة أول-أمريكا لكرة القدم في المدارس الثانوية تحت رعاية أندر آرمور

وُلد دانيلز في 18 ديسمبر 2000 في فونتانا، ونشأ في مدينة سان برناردينو المجاورة. بدأ ممارسة كرة القدم الأمريكية بلا احتكاك في سن الخامسة، ثم انتقل إلى كرة القدم الاحتكاكية في سن السابعة، ولعب لفترة وجيزة في مركز الظهير الركني قبل أن ينتقل إلى وسط الهجوم. مارس أيضًا رياضات ألعاب القوى وكرة السلة وكرة القدم خلال طفولته، قبل أن يبدأ دراسته في مدرسة كاجون الثانوية عام 2015. نظرًا لاعتباره نحيفًا بالنسبة للمركز بوزن 125 رطل (57 كيلوغرام)، احتاج إلى تقرير طبي للسماح له بالمشاركة. بدأ دانيلز اللعب مع الفريق الأول للمدرسة خلال سنته الدراسية الأولى، وقاد الفريق إلى تصفيات القسم الداخلي قبل الخروج في نصف النهائي. في أول مباراة له خلال عامه الثاني (2016)، أصيب بكسر في إصبعه الصغير بيده اليمنى أثناء محاولته استعادة فامبل، لكنه أكمل بقية الموسم.
حقق رقمًا قياسيًا على مستوى الولاية عام 2017 عندما سجل أكثر من 6400 ياردة شاملة خلال عامه الثالث، وقاد كاجون لتحقيق لقب دوري سيتروس بيلت والتأهل إلى نهائي بطولة الولاية الدرجة الثانية-إيه إيه. قاد كاجون لتحقيق لقب دوري CBL مرة أخرى عام 2018، وتأهل الفريق إلى نهائي القسم الثالث من بطولة CIF-SS. نال جائزة كين هبس لأفضل رياضي في المدارس الثانوية على مستوى منطقة سان برناردينو. خاض 53 مباراة مع كاجون، وسجل أرقامًا قياسية في قسم المدارس الجنوبية بلغت 210 لمسات تسجيل وأكثر من 17,600 ياردة شاملة.
كما شارك في سباق الحواجز وسباقات 100 متر و200 متر و400 متر وتتابع 4×100 متر ضمن فريق المدرسة.
شارك في مخيم إيليت 11 لمهارات لاعبي الوسط عام 2018، لكنه غاب عن النهائيات بسبب إصابة أثناء التمارين، ثم مرر تمريرة حاسمة للفوز في مباراة أول-أمريكا 2019.
صُنّف دانيلز كأحد أبرز المواهب في التجنيد الجامعي، حيث حظي بتقييم أربع نجوم واعتُبر أفضل وسط مزدوج التهديد في فئته بحسب موقع 247Sports، وتلقى 25 عرضًا دراسيًا من جامعات مختلفة قبل أن يختار جامعة ولاية أريزونا في ديسمبر 2018.
تخرج من مدرسة كاجون والتحق بجامعة ولاية أريزونا في يناير 2019.

## الملف الشخصي للاعب
غالبًا ما يُقارن بـلامار جاكسون، ويتبع دانيلز أسلوب لعب ثنائي التهديد، إذ يُعرف برؤيته ودقته في التمرير، إلى جانب سرعته وقدرته على مراوغة المدافعين أثناء الجري. يُعد هدوؤه ورباطة جأشه، لا سيما في اللحظات الحاسمة من المباريات، من أبرز نقاط قوته. وُصف جسد دانيلز بـ"النحيف" و"الممشوق"، إذ يبلغ طوله ويزن نحو . يُعد كل من لاعب كرة السلة كوبي براينت، ولاعبي كرة القدم الأمريكية مايكل فيك، ودونوفان ماكناب، وريجي بوش من أبرز مصادر إلهامه الرياضي، وقد اختار الرقم 5 على قميصه تيمنًا بماكناب وبوش.يستخدم دانيلز تقنية الواقع الافتراضي ضمن تدريباته، وذلك عبر برنامج طوّرته الشركة الألمانية إدراك، ويتميز بإمكانية تخصيص خطط اللعب، وتعديل السرعة ديناميكيًا، ومحاكاة الخصوم وبيئات الملاعب.بدأ استخدام هذه التقنية في عام 2023 أثناء وجوده في LSU، واستمر بالاعتماد عليها في الدوري الوطني لكرة القدم الأمريكية. يتدرب دانيلز قبل المباريات باستخدام كرة السلة، وهي عادة اكتسبها من صديقه منذ الطفولة ولاعب الوسط في الدوري الوطني سي جاي ستراود، ويعتبرها طريقة فعالة تجعله يشعر بأن كرة القدم أخف وأسهل من حيث التحكم.

## الحياة الشخصية

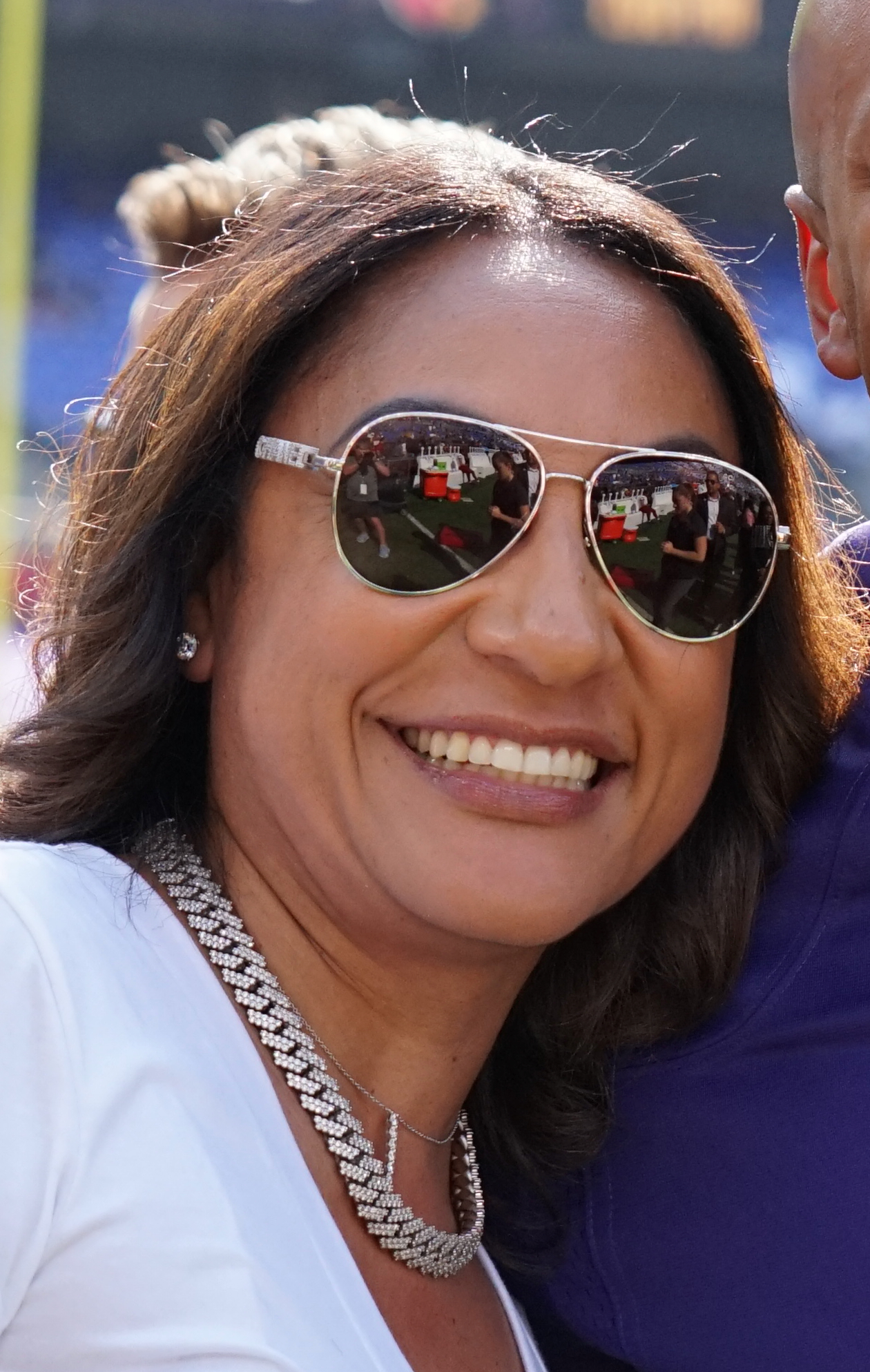
والدة دانيلز، ريجينا جاكسون، في عام 2024

وُلد دانيلز لجافون "جاي" دانيلز، الذي لعب كظهير ركني في كرة القدم الجامعية لصالح فريقي واشنطن هاسكيز وأيوا ستيت سايكلونز في أواخر التسعينيات، وريجينا جاكسون، التي تعمل كمديرة أعماله وحصلت على اعتماد كوكيلة رياضية من رابطة لاعبي دوري كرة القدم الأمريكية في عام 2024. لدى دانيلز أخت أكبر تُدعى بيانكا. وتوفي جديه من جهة الأب بسبب كوفيد-19 في أوائل عام 2021. يعتنق دانيلز المسيحية، وهو منفتح في التعبير عن إيمانه. حصل على درجة البكالوريوس من جامعة ولاية أريزونا في ديسمبر 2021، وبدأ دراسة ماجستير الآداب الحرة في جامعة LSU. أبرم دانيلز صفقات الاسم والصورة والسمعة (NIL) خلال مسيرته الجامعية مع شركات مثل رايزنغ كاينز، باوريد، بيتس باي دري، وأوربان أوتفيترز. شارك دانيلز في برنامج وثائقي من ستة أجزاء بعنوان لعبة المال: LSU من إنتاج برايم فيديو، ركّز على NIL وتناول قصته إلى جانب أنجل ريس، وفلاوجاي جونسون، وليفي دون، وأليا أرمسترونغ، وتريس يونغ خلال موسم 2023–24 الرياضي في LSU. وقد رُشحت السلسلة لجائزة أفضل مسلسل وثائقي (متسلسل) ضمن جوائز إيمي الرياضية السادسة والأربعين. يُمثّل دانيلز من قبل وكالة Agency 1 Sports. كما وقّع عقدًا مع شركة نايكي في أبريل 2024، وظهر في إعلان إطلاق حذاء هايبربوت المخصّص للتعافي الرياضي في عام 2025.أعلنت عمدة مدينة سان بيرناردينو، هيلين تران، يوم 20 يناير 2024 "يوم جايدن دانيلز"، وقدمت له مفتاح المدينة، كما أُعيدت تسمية ملعب كرة القدم في مدرسة كاجون الثانوية باسمه. كما رمى الرمية الافتتاحية الشرفية في مباراة بيسبول لفريق واشنطن ناشيونالز في يونيو 2024. وفي الشهر التالي، قدّم دانيلز، إلى جانب ليفي دون والمغني ليل واين، جائزة أفضل لعبة إلى لامار جاكسون في جوائز ESPY 2024.

## الجوائز والأرقام القياسية

### الجامعة
الجوائز
- جائزة هايزمان (2023)[57]
- جائزة والتر كامب (2023)[58]
- أفضل لاعب في كرة القدم الجامعية من وكالة أسوشيتد برس (2023)[59]
- أفضل لاعب في كرة القدم الجامعية من سبورتينغ نيوز (2023)[60]
- جائزة ديفي أوبراين (2023)[61]
- جائزة مانينغ (2023)[62]
- جائزة الذراع الذهبية لجوني يونيتاس (2023)[62]
- أمريكي جامعياً بالإجماع (2023)
- أفضل رياضي ذكر في مؤتمر الجنوب الشرقي (2024)
- أفضل لاعب هجومي في مؤتمر الجنوب الشرقي (2023)
- أفضل رياضي جامعي للرجال في جوائز ESPY 2024
- ضمن فريق مؤتمر الجنوب الشرقي 2023 في كرة القدم الأمريكية
- أفضل لاعب في فريق LSU لكرة القدم الأمريكية موسم 2022
- أفضل لاعب في صن باول 2019
- أفضل لاعب هجومي في مؤتمر الجنوب الشرقي 7
- أفضل لاعب هجومي في باك-12

الأرقام القياسية
- الرقم القياسي في تقييم التمرير في موسم واحد على مستوى FBS: 208.0 (2023)
- اللاعب الوحيد في تاريخ FBS الذي تجاوز 12,000 ياردة تمرير و3,000 ياردة ركض في مسيرته
- اللاعب الوحيد في تاريخ FBS الذي مرر لـ350 ياردة وركض لـ200 ياردة في مباراة واحدة
- الرقم القياسي لأكبر عدد من التمريرات الحاسمة في مباراة واحدة في SEC: 8 (تعادل مع جو بورو) (2023)
- أعلى مجموع ياردات في مباراة واحدة بتاريخ SEC: 606 ياردة (2023)
- أكبر عدد من ياردات الركض من لاعب وسط في تاريخ LSU: 2,019
- أعلى مجموع ياردات في موسم واحد في تاريخ LSU: 4,946 (2023)
- أكبر عدد من ياردات الركض من لاعب وسط في موسم واحد في LSU: 1,134 (2023)
- أكبر عدد من الهبوط الأرضي من لاعب وسط في موسم واحد في LSU: 11 (2022)
- أكبر عدد من ياردات التمرير من لاعب جديد في جامعة ولاية أريزونا: 2,943 (2019)

### الدوري الوطني لكرة القدم الأمريكية (NFL)
الجوائز
- أفضل لاعب هجومي جديد في الدوري (2024: )
- مباراة برو بول (2024)
- أفضل لاعب هجومي في مؤتمر NFC (2024: الأسبوع الثالث)
- لحظة العام في الدوري (2024: هيل ماريلاند)
- أفضل لاعب هجومي جديد لشهر سبتمبر (2024)

الأرقام القياسية
- أكبر عدد من الانتصارات في موسم واحد من قبل لاعب وسط جديد: 14